# IBM Sequoia
Sequoia ist ein Blue Gene/Q Supercomputer von IBM. Er befindet sich im Lawrence Livermore National Laboratory.
Mit einer Rechenleistung von 16,3 Petaflops galt er ab Juni 2012 als der leistungsstärkste Supercomputer der Welt. Im November 2012 wurde er vom Titan (17,6 PFLOPS) knapp überholt. Im Juni 2013 wurden dann beide von Tianhe-2 mit 33,86 PFLOPS überholt.

## Anwendung
Der IBM Sequoia wurde für die National Nuclear Security Administration zur Erforschung neuer Energiequellen und zur Simulation und Verbesserung der Lebensdauer von nuklearen Waffensystemen entwickelt, um auf unterirdische Tests verzichten zu können.

## Technische Daten
Mit Bekanntgabe der aktuellen TOP500-Liste am 18. Juni 2012 auf der Internationalen Supercomputer-Konferenz ISC12 in Hamburg stieg der IBM Sequoia von Platz 17 auf den ersten Platz der LINPACK-Benchmark-Liste der Rangfolge der leistungsstärksten Rechner der Welt. Kurz darauf wurde er im November 2012 von Titan abgelöst.
Er erreicht eine Linpack-Rechenleistung (Rmax) von 16,325 PFLOPS (16,32 Billiarden Berechnungen pro Sekunde). Damit ist er 1,55-mal schneller als der vormals schnellste Supercomputer, der K computer mit 10,51 PFLOPS.
Um diese Leistung bereitzustellen, benötigt Sequoia 7,89 MW, was ihn nicht nur im Vergleich zum K Computer (12,6 MW) zu einem der energieeffizientesten Systeme auf der Top-500-Liste macht.
Erreicht wird dies durch die Verschaltung von 100.000 Sockel PowerPC-A2-Bluegene/Q-Prozessoren mit 18 Kernen (1.572.864 Kerne) mit 1,6 GHz sowie einen weiteren Kern für Steuerung und I/O.
Sein Arbeitsspeicher beträgt 1,6 PB.